# Nechanice (tvrz)
Pozůstatky tvrze v Nechanicích se nalézají v lukách u říčky Bystřice asi 250 m severně od kostela Nanebevzetí Panny Marie v městečku Nechanice v okrese Hradec Králové. Tvrziště je přístupné po neznačené polní cestě, na kterou se napojíme ihned za mostem přes říčku Bystřici ve směru od Nechanic na Staré Nechanice. Areál tvrziště je chráněn jako kulturní památka ČR. Národní památkový ústav areál tvrziště uvádí v katalogu památek pod rejstříkovým číslem ÚSKP 37419/6-659. 

## Historie
První zmínka o Nechanicích je už z roku 1228. V roce 1235 zde sídlil královský podkomoří Záviš, předek pánů z Krumlova a děd slavného Záviš z Falkenštejna. Páni z Rožmberka vyměnili tvrz, městečko a ves s králem Janem Lucemburským za jiné statky. Tvrz musela do roku 1521 zpustnout, protože při prodeji panství v tomto roce již není zmiňována.

## Popis
Do dnešní doby se dochovaly pouze části kruhových valů z velkého tvrziště se třemi příkopy a třemi valy ze 13. století. Akropole vnitřního tvrziště má v průměru 40 metrů. Vnější průměr tvrziště je kolem 140 metrů. První a druhý příkop tvrze se dochovaly po celém obvodu, Vnější třetí příkop se dochoval pouze z poloviny. Z měření, které byli na tvrzi prováděny, vyplývá že první val byl z vnější části pravděpodobně u paty zpevněn dřevěnou konstrukcí (asi do země zatlučenými dřevěnými pilotami). Z tohoto měření také vyplývá, že na jižní straně, směrem k městu, se nacházela stavba, možná branská věž nebo nějaká z budov obvodové zástavby. Z nálezů starých cihel i jejich fragmentů na okraji akropole se dá odhadovat že spodní část hradby, nebo celá hradba byla (pravděpodobně až v pozdější stavební fázi) cihlová nebo cihlovodřevěná.   
Tvrziště leží na bažinaté louce a je zhruba v polovině protnuto meliorační strouhou. V roce 1833 bylo tvrziště prodáno v dražbě a byly rozebrány zbytky zdí. Při rozkopání tvrziště byly nalezeny architektonické články (ostění okna), železná dýka se zbytkem dřevěného jílce, kamenné koule a železný fragment palné zbraně. 

## Nálezy
Na místě tvrziště se našlo velké množství střepů ale samotný výzum zde nikdy nebyl. Keramika která se zde našla pochází ze 14. a 15. století, našli se zde také fragmenty kachlý nejspíše z krbu a fragment dlaždice. Zajímavý nález je nález fragmentů nádoby z kameniny, která je dovoz pravděpodobně až z Saska nebo Lužice.

## Galerie

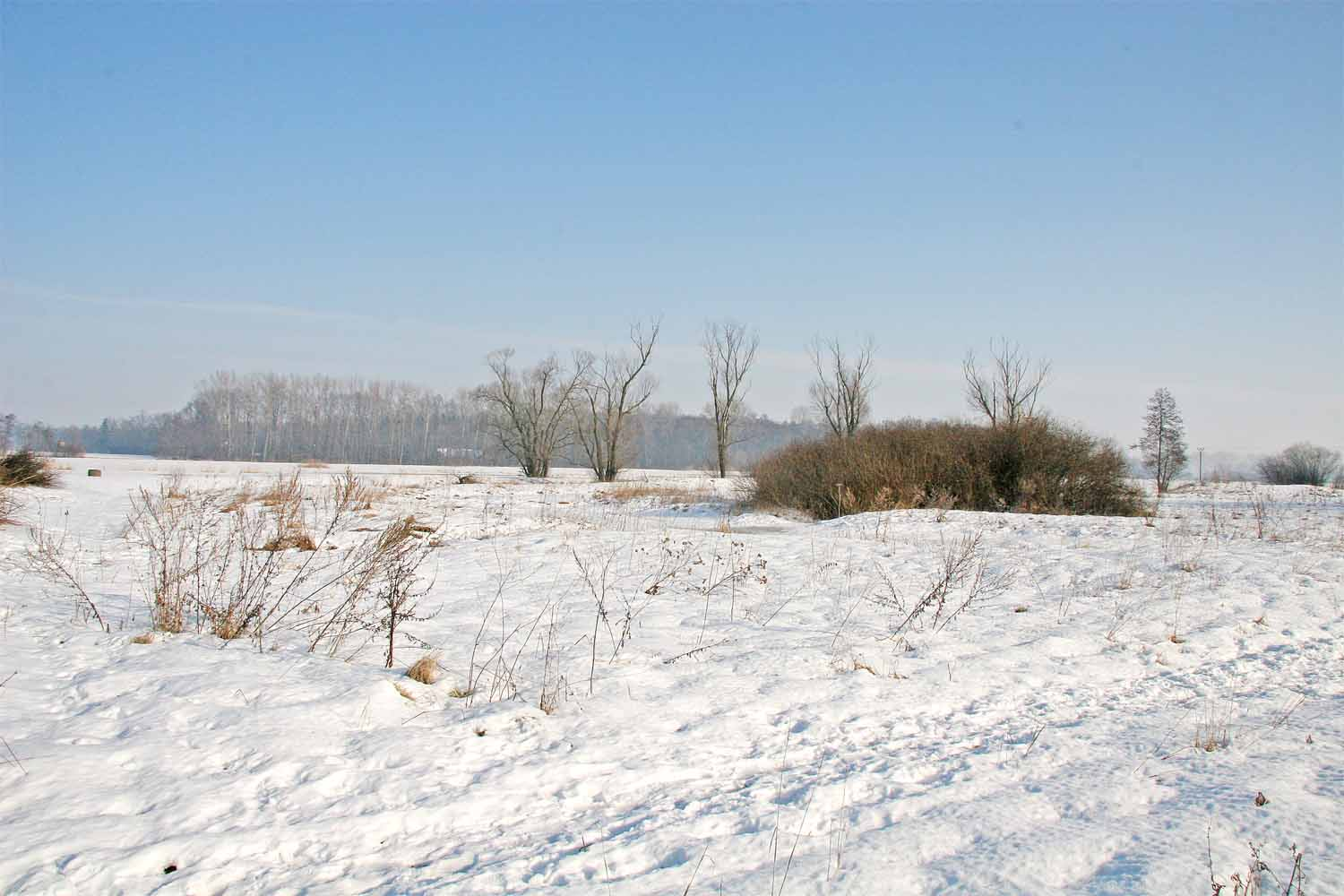
Pozůstatky tvrziště v Nechanicích
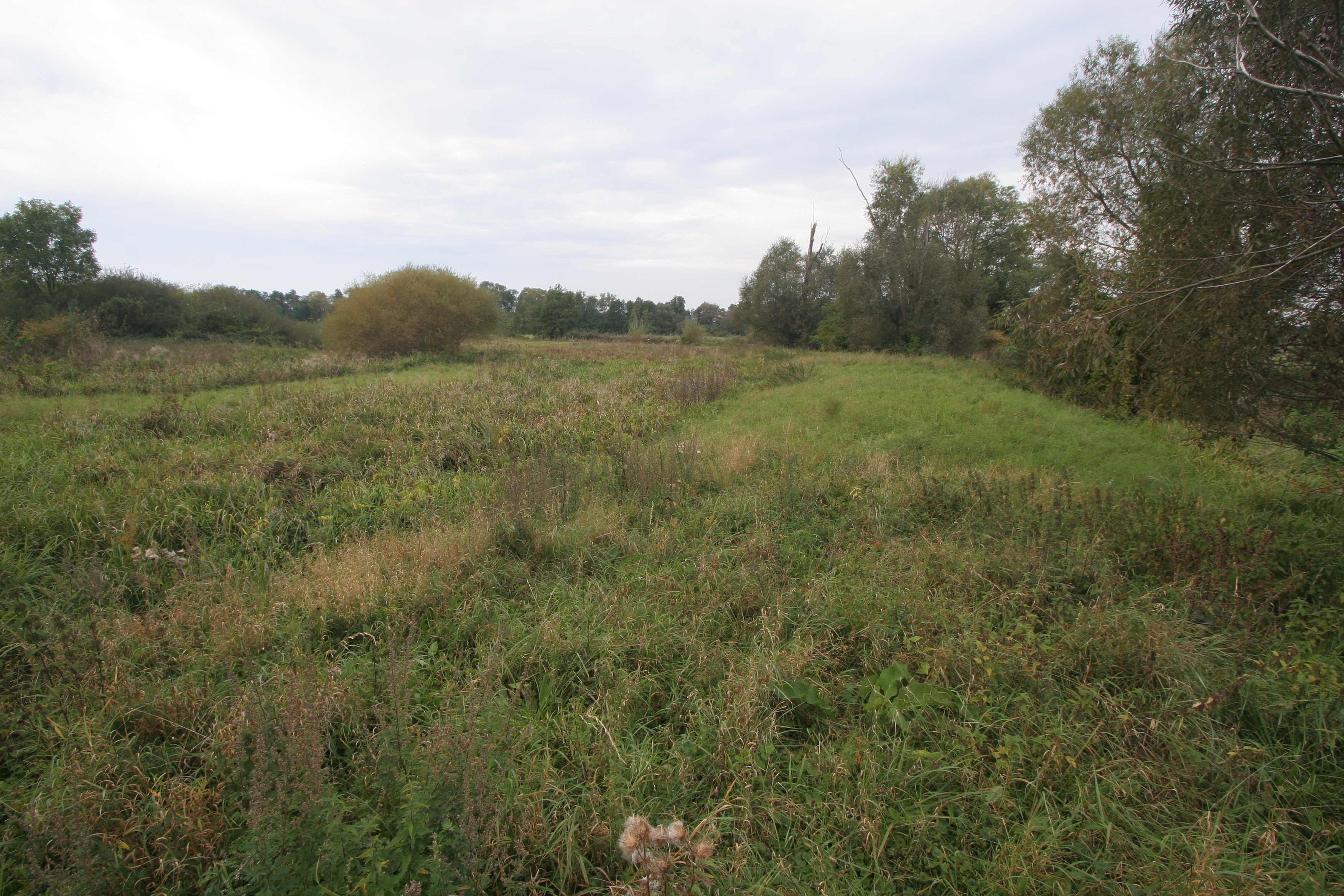
Pozůstatky tvrziště v Nechanicích
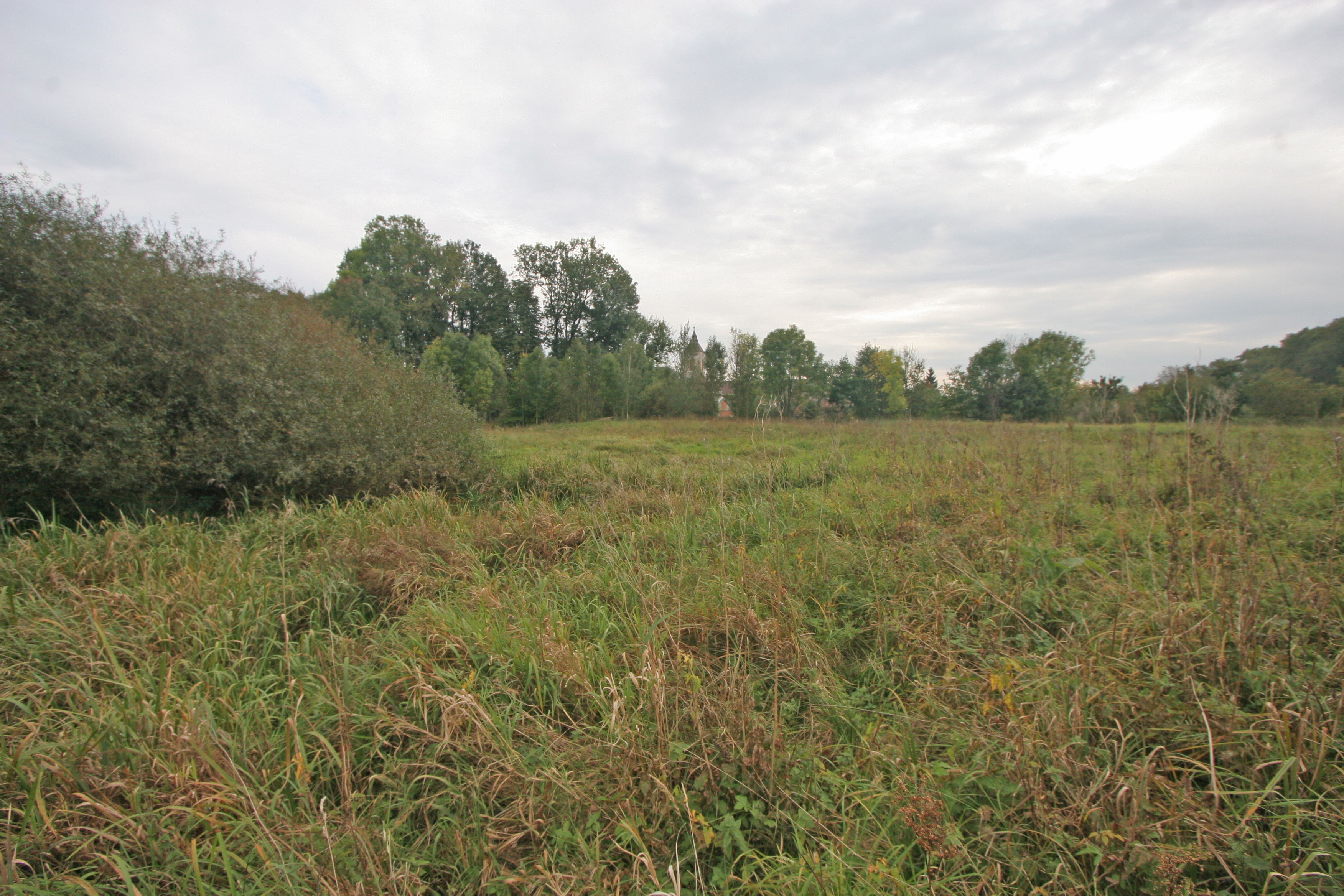
Pozůstatky tvrziště v Nechanicích
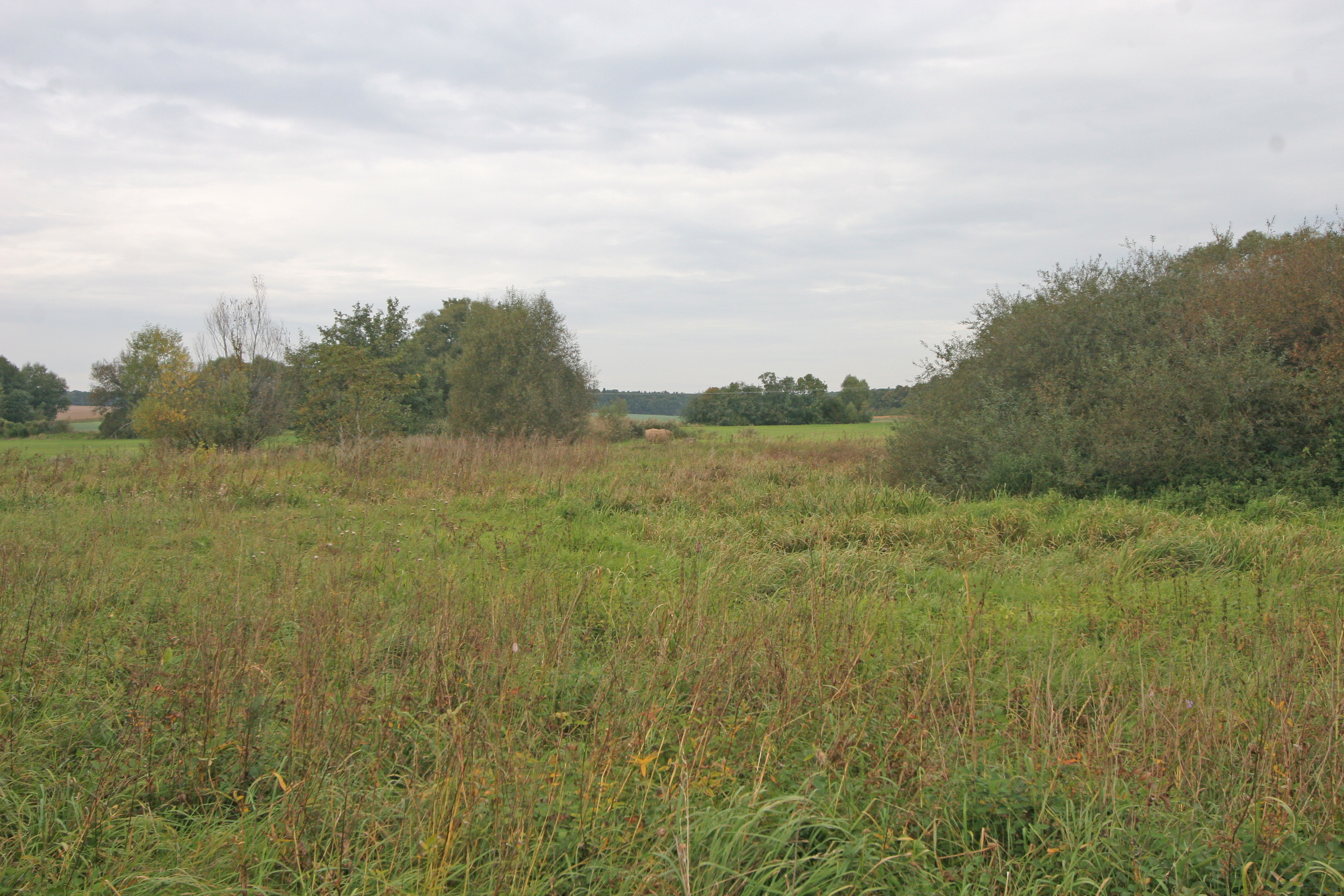
Pozůstatky tvrziště v Nechanicích
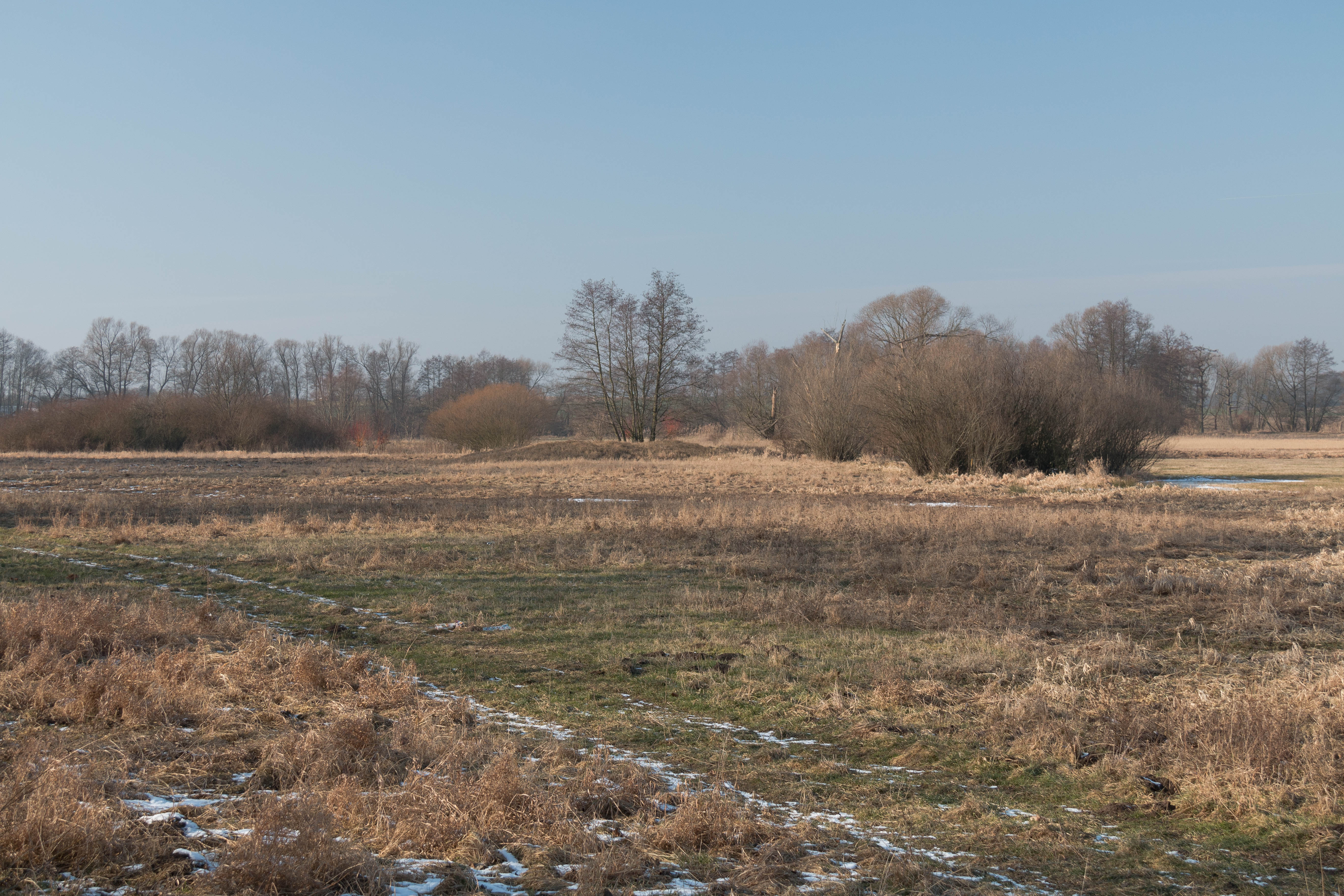
Pozůstatky tvrziště v Nechanicích